# جهانگیر توکلی
جهانگیر توکلی (زادهٔ ‎۶ اسفند ۱۳۲۴) بازیکن واترپلو اهل ایران بود.
وی در مسابقات کشوری و بین‌المللی در مجموع برندهٔ ۱ مدال طلا شده‌است.